# Anisocentropus tristis
Anisocentropus tristis là một loài Trichoptera trong họ Calamoceratidae. Chúng phân bố ở miền Australasia.